# Ardisia sibuyanensis
Ardisia sibuyanensis là một loài thực vật có hoa trong họ Anh thảo. Loài này được Elmer mô tả khoa học đầu tiên năm 1912.